# 施嘉炀
施嘉炀（1902年9月16日—2001年12月23日），男，福建福州人，中国水力发电学家、工程教育家。

## 生平
1902年出生在福建福州，早年在福州师范附属小学读书，1915年考取清华学校，1923年留学美国，先后在麻省理工学院和康奈尔大学学习，1928年返回中国进入清华大学土木工程系工作，1937年七七事变之后随着清华大学迁移至长沙和昆明，后出任国立西南联合大学工学院院长。1945年抗战胜利后返回北京。1947年曾到美国考察水利工程，1955年到苏联动力学院学习，1957年返回中国，在清华大学任教一直到退休。1980年担任中国水力发电工程学会首任理事长。
2001年12月23日在北京逝世，享年99岁。

## 家庭
1937年和魏文贞在北平结婚，胡适为证婚人，叶企孙为主婚人。